# 松平賴桓
松平賴桓（日语：〔〕／ Matsudaira Yoritake，1720年7月23日—1739年10月18日），日本江戶時代中期大名，讚岐高松藩第四代藩主。

## 生涯
松平賴桓在享保五年（1720年）出生，父親是高松松平家一族的松平大膳家、松平賴熙的長子。由於第三代藩主賴豐的長子徳川宗堯出繼了本家水戶德川家，而他的賴治又早逝，因此以賴桓作養子。享保二十年（1735年）賴豐去世，賴桓繼承家督。他遵從第二代藩主賴常的政治路線，奉行節儉及獎勵學問，元文四年（1739年）在江戶去世，虛歲20。
賴桓娶賴豐的女兒春姬為正室，但沒有子女。其二弟賴珍（蜂須賀宗鎮）同年被德島藩藩主蜂須賀宗英迎入為養子，幼弟賴央（後為德島藩主蜂須賀至央）當時又年少。結果高松松平家從水戶德川家另一個連枝——守山松平家迎來養子賴恭繼承高松藩。